# Sophie Loidolt
Sophie Loidolt (* 1980) ist eine österreichische Philosophin und Hochschullehrerin.

## Leben
Loidolt studierte ab 1998 an der Universität Wien Philosophie. Dort promovierte sie 2006 bei Günther Pöltner und Gerhard Luf mit einer Arbeit mit dem Titel Rechtssinn und An-spruch. Entwurf einer Phänomenologie der Vernunft als rechtlicher Intentionalität. Die Promotion erfolgte als Promotio sub auspiciis Praesidentis rei publicae und wurde mit dem Wissenschaftspreis des Landes Niederösterreich, dem Würdigungspreis des Bundesministeriums für Wissenschaft und Forschung für hervorragende Studienleistungen sowie einem Preis der Dr.-Maria-Schaumayr-Stiftung ausgezeichnet. Im Jahr 2016 habilitierte Loidolt sich in Wien. Der Titel der Habilitationsschrift lautet Phenomenology of Plurality. Hannah Arendt on Political Intersubjectivity; die Arbeit wurde mit dem Edward Goodwin Ballard-Buchpreis ausgezeichnet. Nach verschiedenen Gastprofessuren bekleidet Loidolt seit April 2018 eine W3-Professur für Praktische Philosophie an der TU Darmstadt. Dort ist sie auch Prodekanin des Fachbereichs 2 und Vorsitzende des Promotionsausschusses.
Loidolt ist seit 2014 Mitglied der „Jungen Akademie“ der Österreichischen Akademie der Wissenschaften, der Österreichischen Gesellschaft für Phänomenologie, der Nordic Society for Phenomenology und der Deutschen Gesellschaft für phänomenologische Forschung (DGPF). Von 2021 bis 2023 war sie die Vizepräsidentin und seit 2023 ist sie die Präsidentin der DGPF. Ihre Forschungsschwerpunkte liegen im Bereich der Phänomenologie, der Existenzphilosophie, der Politischen Philosophie, der Rechtsphilosophie und der Erkenntnistheorie.

## Schriften (Auswahl)
- Phenomenology of Plurality. Hannah Arendt on Political Intersubjectivity. (Zugl.: Habilitationsschrift) Routledge, New York 2017, ISBN 9781138631892.
- Einführung in die Rechtsphänomenologie. Eine historisch-systematische Darstellung. Mohr Siebeck, Tübingen 2010, ISBN 978-3-16-150706-9.
- Anspruch und Rechtfertigung. Eine Theorie des rechtlichen Denkens im Anschluss an die Phänomenologie Edmund Husserls. (Zugl.: Wien, Univ., Diss., 2006) Springer, Dordrecht 2009, ISBN 978-1-402-09049-3.